# وارن ایویس
وارن آویس (انگلیسی: Warren Avis؛ زاده ۴ اوت ۱۹۱۵ – درگذشته ۲۴ آوریل ۲۰۰۷) کارآفرین، خلبان و مدیر ارشد اجرایی آمریکایی بود، که در سال ۱۹۴۶ شرکت آویس کار را در شهر ایپسیلانتی، میشیگان تأسیس نمود. شرکت آویس هم‌اکنون مالک شبکه‌ای از ۴۹۰۰ شعبه اجاره خودرو در کشورهای مختلف می‌باشد.